# HESTA大倉
株式会社HESTA大倉（ヘスタおおくら）は、大阪市北区に本社を置く、建設・不動産会社である。

## 沿革
1962年に当時の大阪市南区（現・中央区）にて創業し、1964年、同東区（同左）に移転して前身の「大倉建設株式会社」として設立。1965年に同天王寺区に社屋を移転後、1970年、北区天神橋の自社ビル完成に伴ってそこへ移転している。
1974年、会員制リゾートクラブ（ジャンボクラブ）の展開を開始。1984年からはマンション事業部を開設する。1995年、ツーバイフォー滋賀工場を設立。
2001年都市型一戸建て住宅「シティーコート」シリーズを新発売。2003年、開発分譲地「ガーデンタウンさつき台」（和歌山県橋本市）が優良団地賞の表彰を受ける。
2008年、「株式会社大倉」に社名変更。登記上の本社である大阪本社に加え、東京都千代田区に東京本社を設立し、2本社体制となる。また、会員制リゾートクラブの名称を「ザ グランリゾート」に変更。
2020年、会員制リゾートクラブの名称を「大倉クラブ&ホテルズ」に変更。複数の企業を大倉グループの傘下に収める。HESTA（へスタ）ブランドを構築し、HESTA SMART CITYプロジェクトを始動。HESTA 東京ショールーム開設。
2021年無人店舗「HESTA SMART STORE（へスタ スマート ストア）」を大阪市北区天神橋筋商店街内に開設。HESTA 東京ショールームに続き、大阪、札幌、名古屋、沖縄、熊本の各拠点に、HESTAショールームを開設。
2022年創業60周年を迎え、住宅事業ブランド名称を「HESTA（へスタ）ホーム」に変更。2023年4月1日に、この「HESTA」ブランドに由来する、「株式会社HESTA大倉」に社名を改める。
なお、東京都にあるホテルオークラ、オークラヤ住宅、香川県の大倉工業が運営するオークラホテルならびに、かつて福岡県に存在した大蔵住宅とは何ら関係がない。

## 拠点
- 大阪本社（登記本店）
- 東京本社
- 支店 - 札幌、仙台、名古屋、岐阜、京都、橋本、岡山、広島、熊本、沖縄
- ツーバイフォー滋賀工場
- 朝日電子研究センター（中華人民共和国・深圳市）
- 半導体熱恒温素子中国工場（中華人民共和国・宿迁市）
- その他関連会社については関連企業参照。